# Stichelhaariges Pferd

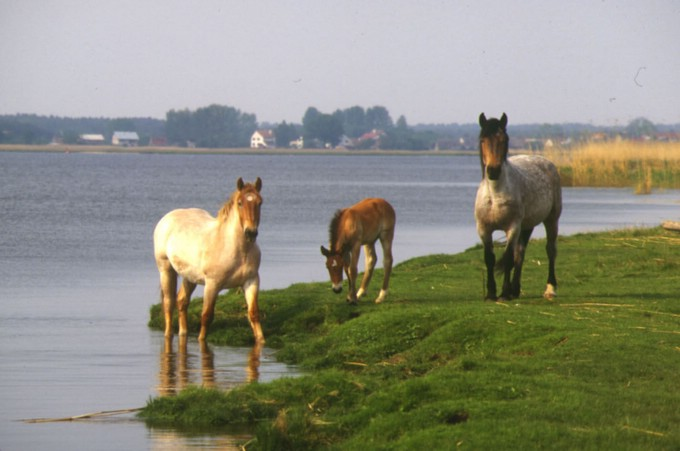
Links: Stichelhaariger Fuchs. Rechts: Stichelhaariger Brauner

Ein stichelhaariges Pferd ist allgemein ein Pferd, bei dem einzelne weiße Haare in farbiges Fell eingestreut sind.
Einzelne Stichelhaare können bei normal gefärbten Pferden auftreten, beispielsweise einem Fuchs mit Stichelhaaren.
Die zweite Bedeutung von stichelhaarig meint Pferde mit dem Roan-Gen, bei denen die Grundfarbe mit weißen Haaren in der Unterwolle gemischt ist. Der folgende Abschnitt befasst sich mit dieser Bedeutung.

## Dauerschimmel (Roan)
Die Bezeichnung stichelhaarig wird auch verwendet für Pferde, bei denen das Roan-Gen eine starke Einstreuung von weißen Haaren in das farbige Haarkleid verursacht. Ein Roan hat immer Stichelhaare.
Roans werden auch als Dauerschimmel oder, wenn die zugrundeliegende Farbe schwarz ist, als Mohrenkopfschimmel bezeichnet. Dauerschimmel werden bei Isländern meist als Farbwechsler bezeichnet.

### Aussehen
Ein Pferd mit Roan-Gen hat in seine Grundfarbe eingestreute weiße Haare (Stichelhaare) im Fell. Davon ist überwiegend die Unterwolle betroffen, so dass Körperzonen mit wenig Unterwolle, wie der Kopf und die Beine sowie Schweif und Mähne, dunkler sind als der Körper. An den Beinen ist bei dem farblichen Übergang knapp über dem Karpalgelenk ein umgekehrtes „V“ zu sehen, was eine typische Ausprägung von Roan ist.
Viele stichelhaarige Pferde werden dunkler, wenn sie im Herbst ihr Winterfell bekommen. Im Frühling/Sommer werden viele dann wieder heller. Daher rührt die Bezeichnung Farbwechsler bei den Isländern. Die meisten Roan zeigen aber sowohl im Winter als auch im Sommer ihre Stichelhaarigkeit.
Die Menge der eingestreuten weißen Haare kann sich von Pferd zu Pferd erheblich unterscheiden, bleibt aber abgesehen von den jahreszeitlichen Veränderungen das ganze Leben über gleich. Ein stichelhaariges Pferd hat deshalb als Jährling bereits so viele weiße Stichelhaare wie als ausgewachsenes Tier.

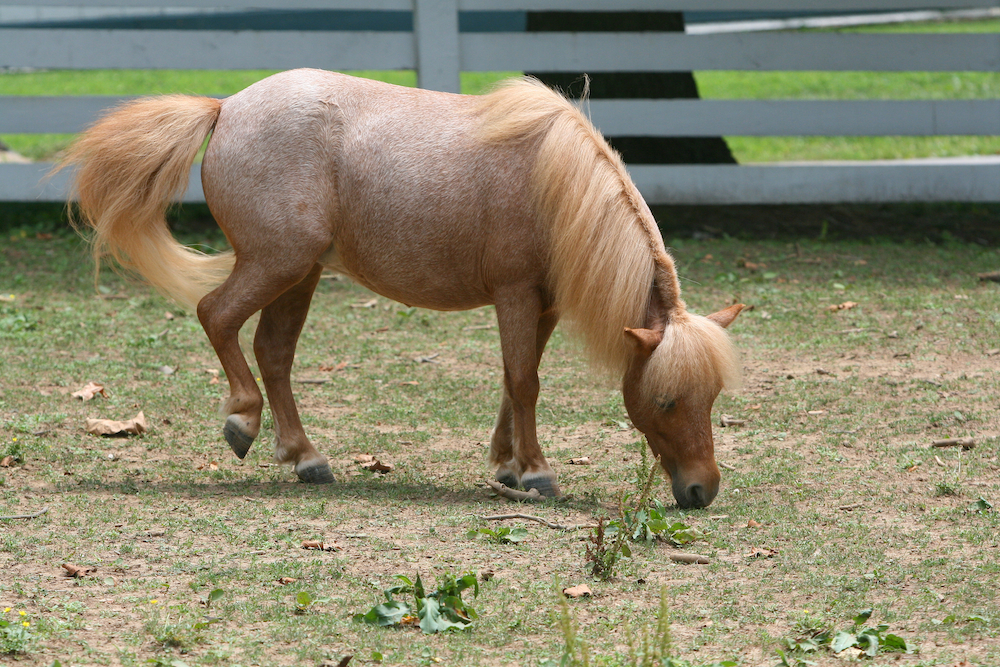
Stichelhaariger Fuchs mit dunklem Kopf
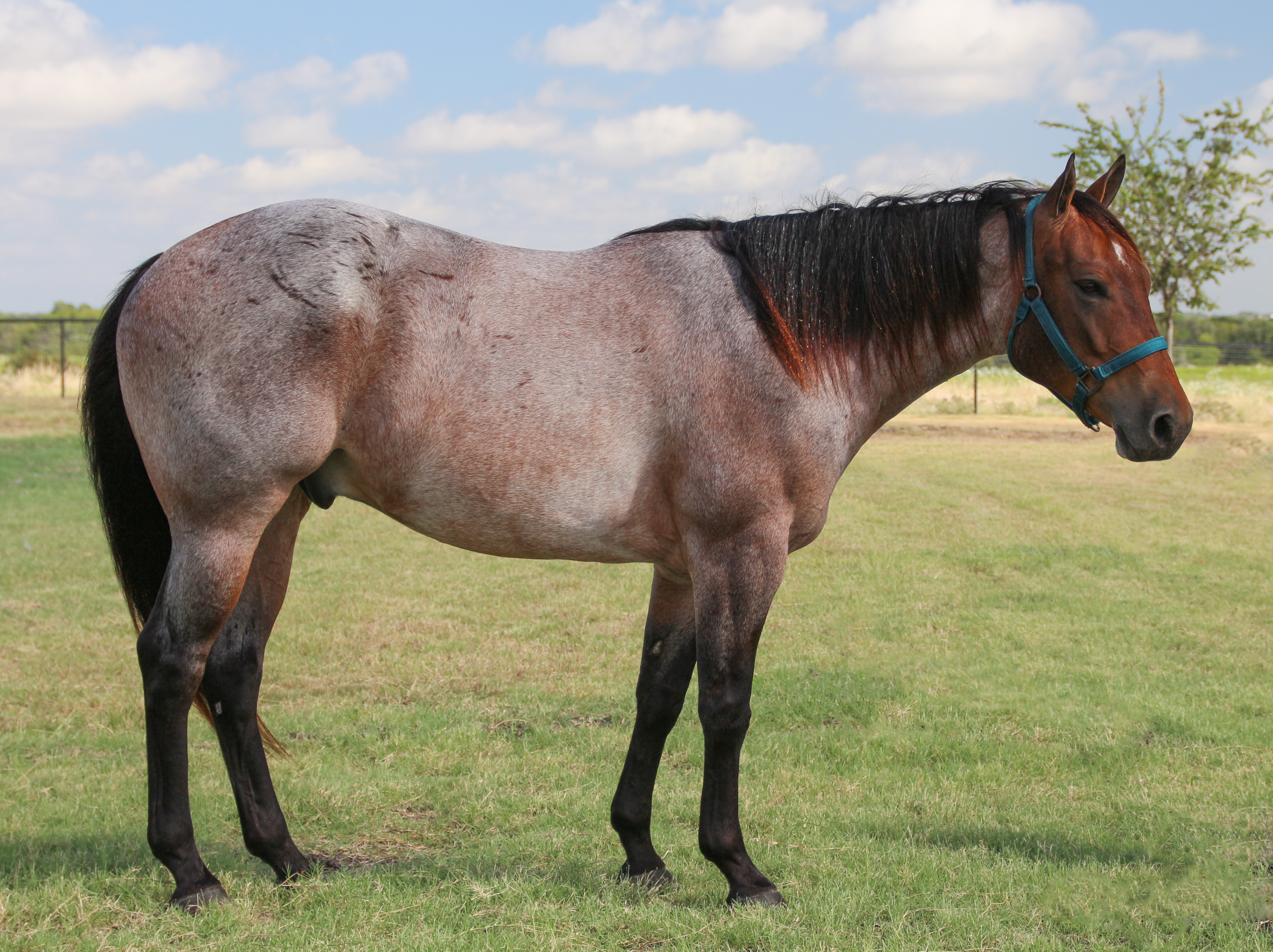
Stichelhaariger Brauner mit dunklem Kopf
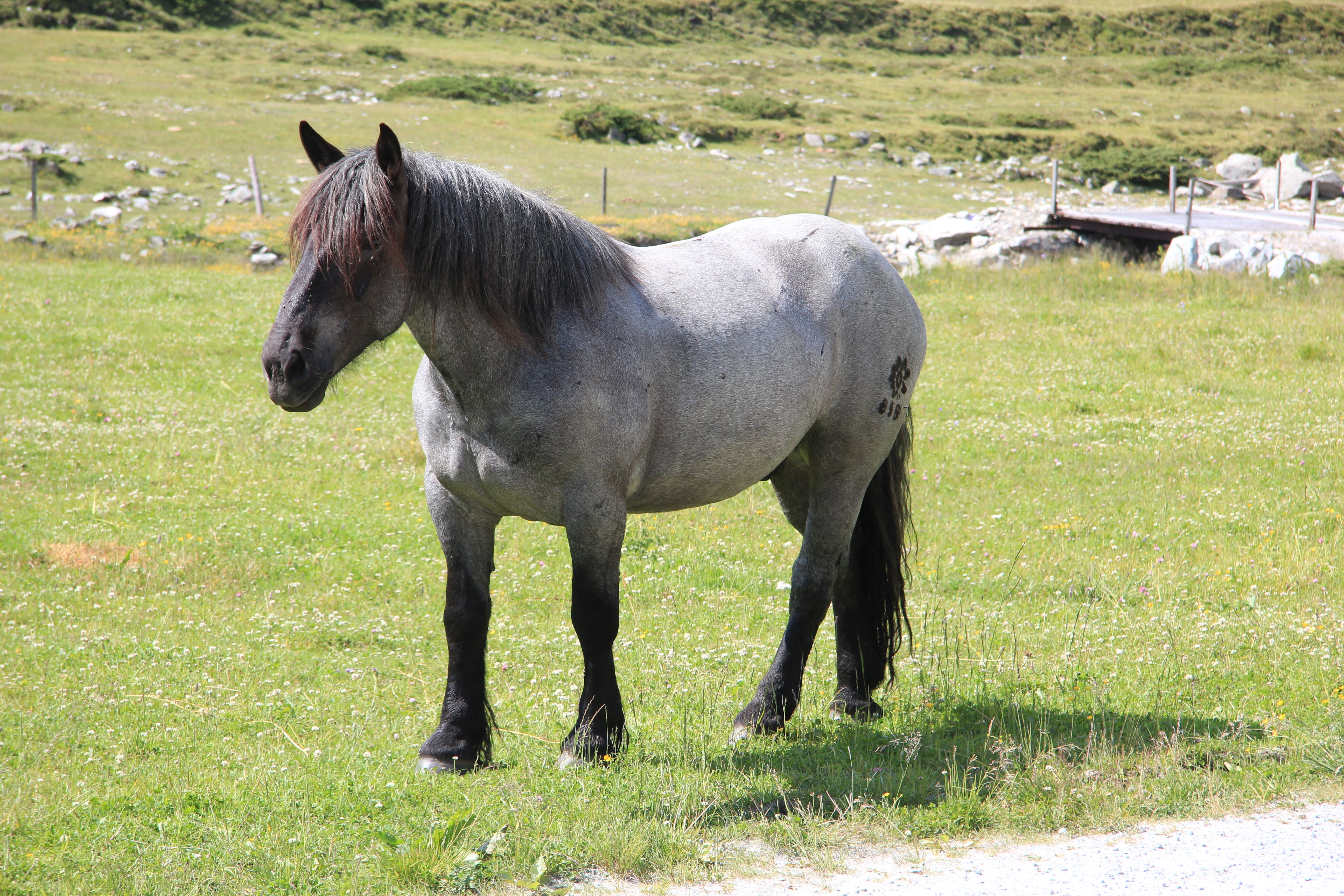
Stichelhaariger Rappe oder Mohrenkopfschimmel
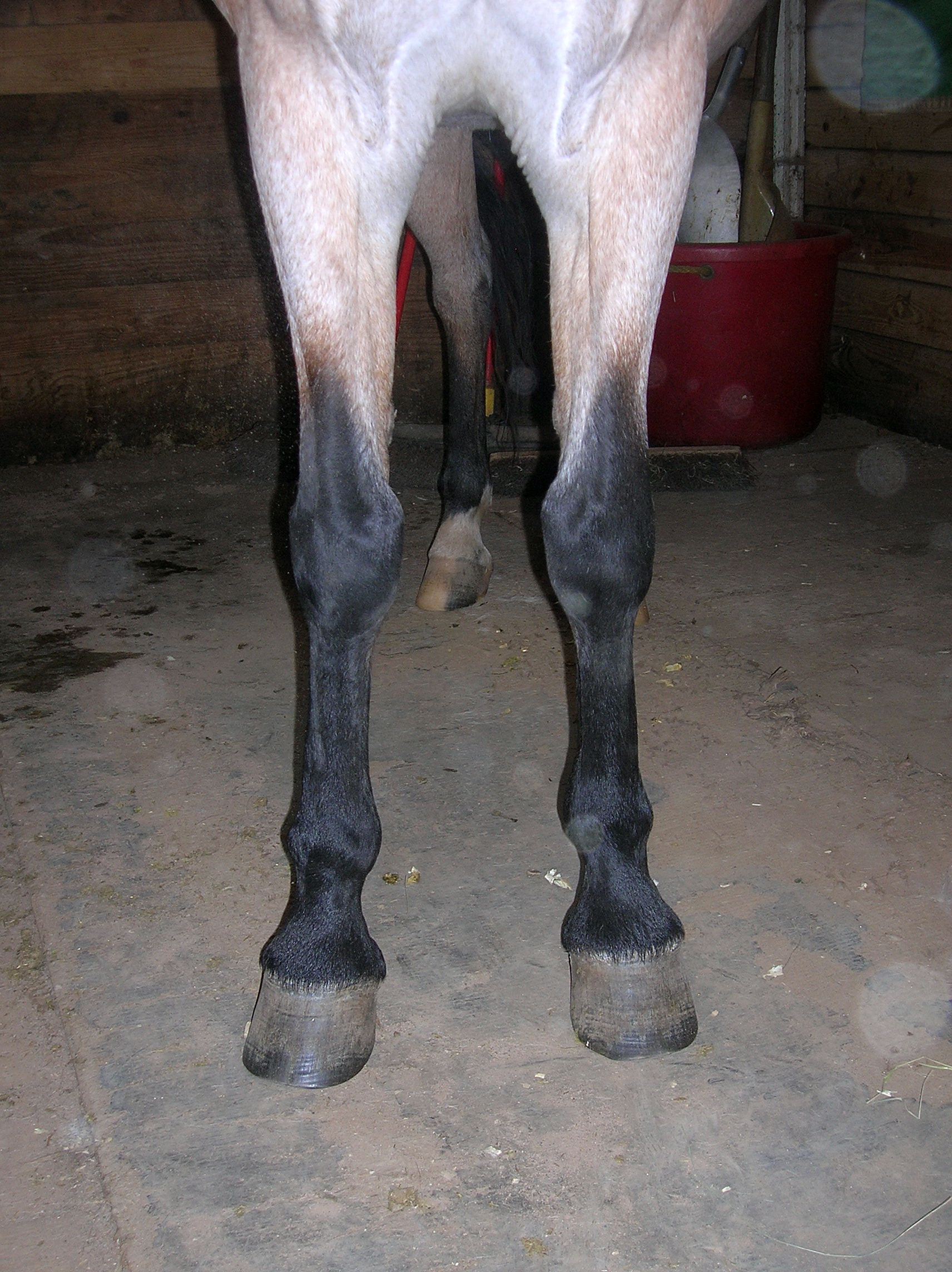
Umgekehrtes „V“ über den Karpalgelenken gut erkennbar

### Genetik
Diese stichelhaarige Aufhellung der Haare eines farbigen Pferdes wird durch das Roan-Gen vererbt. Hierbei handelt es sich vermutlich um Mutationen des KIT-Lokus,  wenn auch in den Studien weitere verursachende Gene nicht ausgeschlossen werden konnten. Die identifizierten Genvarianten, die mit Roan in Verbindung stehen, variieren je nach Pferderasse. Das deutet darauf hin, dass es bei Roan verschiedene genetische Varianten gibt, die von der Pferderasse und ihrer Herkunft abhängen.
Das KIT-Gen ist auch beim Tobiano, dem White Spotting und der Sabinoscheckung mutiert. Wenn ein Pferd für eines dieser Gene reinerbig ist (das Gen also zweimal hat), kann es keines der beiden anderen Gene haben. Wenn es nicht reinerbig ist, kann es insgesamt höchstens zwei dieser Veranlagungen haben. Nahebei auf demselben Chromosom liegt der Extension-Locus des Pferdes, so dass die Fuchsfarbe oft gemeinsam mit der stichelhaarigen Farbe vererbt wird.
Die Stichelhaarigkeit entsteht, weil während der Embryonalentwicklung nicht ausreichend Stammzellen der Melanoblasten (Vorfahren der farbstoffbildenden Zellen) aus der Neuralleiste auswandern, so dass viele Haarwurzeln nach Abschluss der Fötalentwicklung keine Melanozyten erhalten haben, die Farbstoffe produzieren könnten. Die Haare, denen diese Zellen fehlen, bleiben deshalb weiß.
In mehreren frühen Studien konnten nur mischerbige Roans nachgewiesen werden, also Fälle, in denen nur eine Kopie des Gens vorhanden ist. Man ging deshalb davon aus, dass reinerbige Fohlen, die von beiden Elternteilen das Roan-Gen bekamen, nicht überlebensfähig sind und bereits im Mutterleib absterben. Dies konnte mittlerweile für die Rassen Quarter Horse, Noriker und Islandpferd eindeutig widerlegt werden.

### Rassen
Stichelhaarige Pferde kommen unter anderem in diesen Rassen vor: Murgese, Noriker, Belgisches Kaltblut, Ardenner, Quarter Horse, Paint Horse, Trakehner, Shetlandpony, Gotland-Pony, Welsh-Pony, KWPN, Islandpferd, Paso Peruano, American Miniature Horse, Tennessee Walking Horse.

### Verwechslungsmöglichkeiten
Hier sind Verwechslungsmöglichkeiten aufgeführt.
- Schimmel: Schimmelfohlen werden dunkel geboren und bekommen dann allmählich immer mehr weiße Haare. Bei ihnen ist der Kopf normalerweise heller als der Körper. Die Schimmelfarbe entsteht genetisch jedoch anders als die Stichelhaarigkeit.
- Rabicano: Hauptsächlich am Bauch eingestreute weiße Haare, während Kopf, Hals, die Beine, Schultern und Widerrist, sowie die Hinterbeine hoch bis zur Kruppe (Hintern) dunkler bleiben.
- Varnish Roan: Im Gesicht bleibt nur eine V-förmige Zeichnung dunkel, die dunkle Farbe an den Beinen reicht nur bis zu Knie und Sprunggelenk.
- Sabino: Das Sabino-Gen ruft manchmal eine stichelhaarige Farbe hervor, die recht unterschiedlich ausgeprägt sein kann, aber immer mit einer Blesse oder Laterne verbunden ist.